# Karolina Lanckorońska
Nữ bá tước Karolina Maria Adelajda Franciszka Ksawera Małgorzata Edina Lanckorońska (phát âm tiếng Ba Lan: [ka.rɔˈlʲi.na lant͡skɔˈrɔɲska] 11 tháng 8 năm 1898 - 25 tháng 8 năm 2002) là một nhà quý tộc, chiến sĩ kháng chiến Thế chiến II, nhà từ thiện và nhà sử học người Ba Lan.
Lanckorońska chỉ để lại bộ sưu tập nghệ thuật khổng lồ của gia đình cho Ba Lan sau khi quê hương bà thoát khỏi chủ nghĩa cộng sản và sự thống trị của Liên Xô trong cuộc Cách mạng năm 1989. Bộ sưu tập Lanckoronski bây giờ phần lớn nằm tại Lâu đài Hoàng gia ở Warszawa và Lâu đài Wawel tại Kraków.

## Cuộc đời
Lanckorońska sinh ra ở Gars am Kamp, Hạ Áo, là con gái của Bá tước Karol Lanckoroński, một nhà quý tộc Ba Lan xuất thân từ một gia đình Galicia, và người vợ thứ ba của ông, Nữ bá tước Margarethe Lichnowsky von Woschütz, con gái của Hoàng thân Karl Max Lichnowsky.

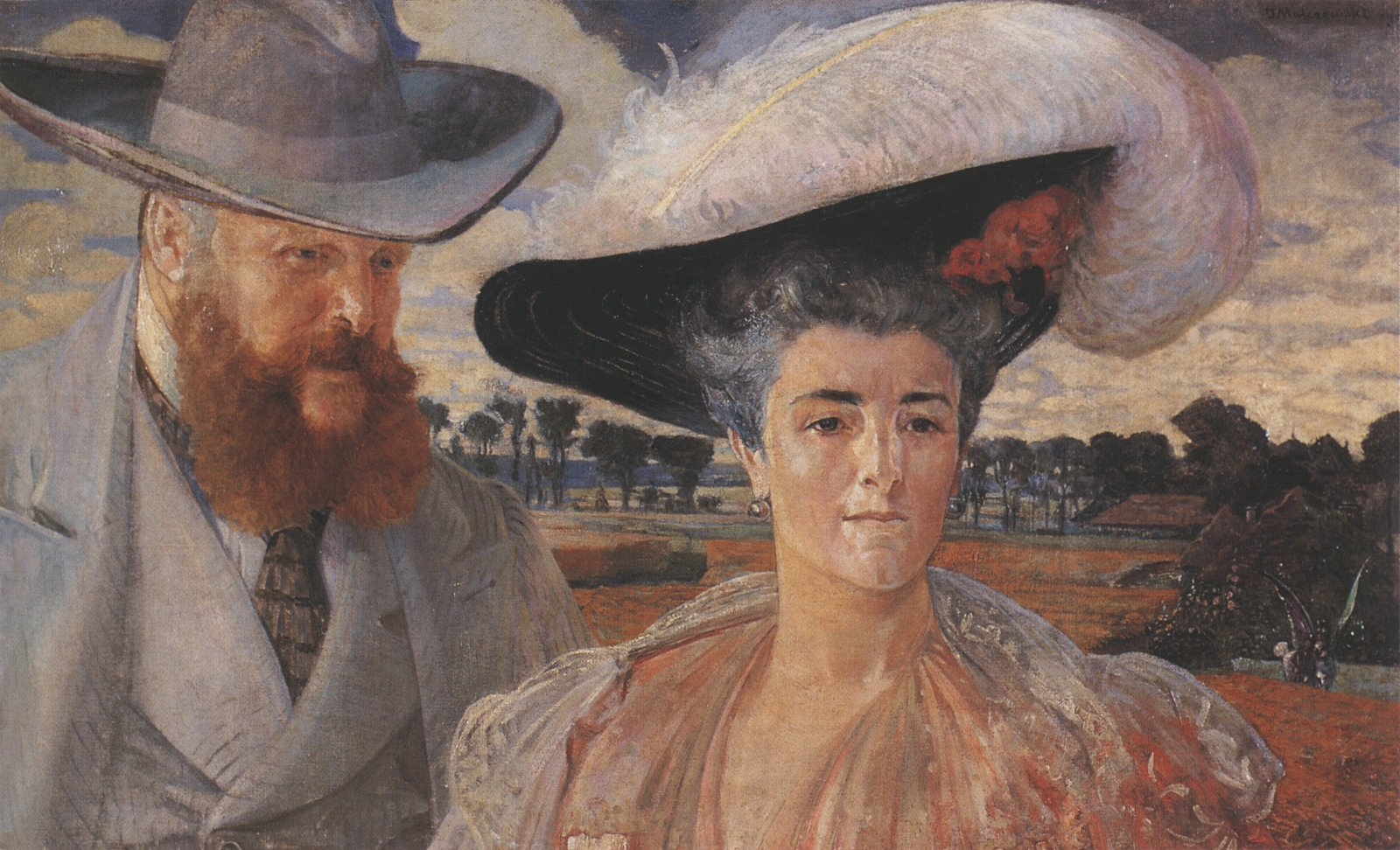
Cha mẹ của Lanckorońska, vẽ bởi Jacek Malczewski

Bà lớn lên và học tập tại Viên (thủ đô của Đế quốc Áo-Hung, trong đó bao gồm cả phần lớn diện Ba Lan bị chia cắt), nơi bà theo học đại học. Bà sống tại cung điện của gia đình mình mang tên Palais Lanckoroński. Sau khi Ba Lan giành lại độc lập vào năm 1918, Lanckorońska giảng dạy tại Đại học Lviv. Bà lấy bằng Tiến sĩ ngành Lịch sử Nghệ thuật năm 1934, được Bộ Giáo dục Ba Lan công nhận vào năm 1936.
Sau cuộc xâm lược Ba Lan của Hồng quân Liên Xô cùng với cuộc tấn công vào Ba Lan của Đức Quốc Xã vào tháng 9 năm 1939, bà đã chứng kiến tận mắt sự khủng bố và tàn bạo của Liên Xô và Đức Quốc xã, thứ sau này đã được bà mô tả trong cuốn Hồi ức cuộc chiến của mình.
Lanckorońska đã hoạt động trong cuộc kháng chiến của Ba Lan và bị bắt, thẩm vấn, tra tấn, xét xử và kết án tử hình tại nhà tù Stanisławów. Trong thời gian bà ở đó, giám đốc địa phương của Gestapo, Hans Krueger, thú nhận với bà rằng ông ta đã sát hại 23 giáo sư Đại học Lwów, một tội ác chiến tranh mà bà đã quyết tâm biến việc công khai nó thành sứ mệnh của mình.
Karolina được giải thoát khỏi nhà tù Stanisławów nhờ sự cầu cứu tình cờ của người họ hàng xa của bà, nhà quý tộc và nhạc sĩ người Ý, Roffredo Caetani, sau khi ông nghe tin bà bị bắt đã cầu xin vợ của người thừa kế ngai vàng Ý. Chính Himmler đã ra lệnh bắt giữ bà sau khi cảm thấy xấu hổ trước khiếu nại của chính phủ Ý về hành vi ngược đãi bà.
Sau đó Lanckorońska bị gửi đến trại tập trung Ravensbrück dành cho phụ nữ. Bằng cách nào đó, bà vẫn sống sót và ngay sau khi được thả năm 1945, bà đã viết hồi ký chiến tranh của mình. Sau chiến tranh, bà rời Ba Lan và sống ở Fribourg, Thụy Sĩ, và sau đó là ở Roma cho đến khi qua đời.
Bà không muốn những cuốn hồi ký chiến tranh của mình được xuất bản trong lúc bà còn sống. Tuy nhiên, sau nhiều lần thuyết phục, bà đã đồng ý xuất bản ở Ba Lan bởi Nhà xuất bản Znak của Kraków, vào năm 2001, chỉ một năm trước khi bà qua đời. Cuốn sách có phiên bản tiếng Anh với tựa đề Những kẻ xâm phạm chúng ta: Cuộc chiến của một phụ nữ chống lại Đức quốc xã, đã bán được hơn 50.000 bản bằng bản gốc tiếng Ba Lan và hiện đang bán chạy bằng tiếng Anh. Ấn bản tại Hoa Kỳ được Da Capo Press (Tập đoàn xuất bản Perseus) xuất bản bìa cứng vào mùa xuân năm 2007 với tựa đề mới, Michelangelo ở Ravensbrück.
Năm 1967, Lanckorońska thành lập Quỹ Lanckoroński, tổ chức quảng bá và hỗ trợ văn hóa Ba Lan, trao hơn một triệu złoty (330.000 đô la Mỹ) mỗi năm cho học bổng, xuất bản các cuốn sách hàn lâm, các công trình nghiên cứu cho kho lưu trữ Ba Lan ở các nước như Lithuania, Belarus và Ukraina, và các dự án tương tự.
Nữ bá tước Karolina Lanckorońska qua đời năm 2002 tại Roma, Ý, thọ 104 tuổi và được chôn cất tại Campo Verano. Nơi an nghỉ cuối cùng của bà nằm ở khu 38 (còn gọi là khu dành cho người nước ngoài - riquadro stranieri) của khu Vecchio Reparto XIX.

## Tác phẩm
- Karolina Lanckorońska, Wspomnienia wojenne (Hồi ức chiến tranh), Kraków, Nhà xuất bản Znak, 2001, ISBN 83-240-0077-1
- Karolina Lanckorońska, Mut ist angeboren (Can đảm là bẩm sinh), Vienna, Boehlau Verlag, 2003, ISBN 3-205-77086-2
- Karolina Lanckorońska, Những kẻ xâm phạm chúng ta: Cuộc chiến của một phụ nữ chống lại Đức quốc xã, Pimlico, 2006, ISBN 1-84413-417-2, 366 tr.
- Karolina Lanckorońska, Michelangelo ở Ravensbrück|Michelangelo trong Ravensbrück: Cuộc chiến của một phụ nữ chống lại Đức quốc xã, được Noel Clark dịch từ tiếng Ba Lan, Merloyd Lawrence Books / Da Capo, 2007, 341 tr., ISBN 978-0306816116

## Vinh danh và giải thưởng
- Huy chương chữ thập lớn của Huân chương Polonia Restituta (1991)
- Huy chương chữ thập Valour (1942)
- Huy chương Cross of Merit with Swords đồng (1946)
- Huy chương Home Army Cross (1968)
- Huân chương Order of Merit of the Italian Republic (1997)
- Huy chương chữ thập của Chỉ huy với Ngôi sao của Hiệp sĩ Dòng Thánh Grêgôriô Cả, được trao tặng bởi Giáo hoàng Gioan Phaolô II nhân dịp sinh nhật thứ 100 của bà
- Tiến sĩ danh dự của Đại học Jagiellonia (1983),[3] Đại học Ba Lan ở nước ngoài (1988), Đại học Wrocław (1990)[4]